# Anna dai capelli rossi (manga)
Anna dai capelli rossi (赤毛のアン?, Akage no Anne) è un manga scritto e illustrato da Yumiko Igarashi, e ispirato alle avventure della protagonista dei romanzi di Lucy Maud Montgomery Anna Shirley. Esso è stato pubblicato nel corso del 1997 dalla casa editrice Kumon Shuppan in tre volumi tankōbon. La trama ripercorre il primo romanzo di Anna, iniziando dall'arrivo dell'orfanella ad Avonlea presso Matthew e Marilla, le prime amicizie di Anna, le difficoltà. L'edizione italiana è stata curata da Panini Comics e pubblicata dal 25 settembre al 27 novembre 2003 sui numeri 38/40 della collana Japan.
L'autrice ha realizzato inoltre due sequel manga, pubblicati nel 1998, L'età meravigliosa (アンの青春?, Anne no seishun), che copre il secondo romanzo della Montgomery intitolato in originale Anne di Avolea e racconta del percorso di studio di Anne presso la Queen's School e la carriera di insegnante ad Avonlea, oltre l'arrivo in casa Cuthbert dei gemelli Davy e Dora Keith; e Il baule dei sogni (アンの愛情?, Anne no aijō), che segue il terzo romanzo della Montgomery, la protagonista si trasferisce presso l'università di Redmond e vengono raccontate vicende della sua vita da studentessa universitaria e i primi amori. Questi due volumi autoconclusivi sono stati pubblicati solo nell'estate 2018 dalla Panini Comics, dopo una riedizione dei tre volumi della prima serie.

## Volumi
| Nº | Titolo italiano Giapponese 「Kanji」 - Rōmaji                                 | Data di prima pubblicazione          | Data di prima pubblicazione |
| Nº | Titolo italiano Giapponese 「Kanji」 - Rōmaji                                 | Giapponese                           | Italiano                    |
| 1  | Anna dai capelli rossi 1 「赤毛のアンＰＡＲＴ１」 - Akage no Anne Part 1      | dicembre 1997 ISBN 978-4-7743-0167-9 | 25 settembre 2003           |
| 2  | Anna dai capelli rossi 2 「赤毛のアンＰＡＲＴ２」 - Akage no Anne Part 2      | dicembre 1997 ISBN 978-4-7743-0168-6 | 23 ottobre 2003             |
| 3  | Anna dai capelli rossi 3 「赤毛のアンＰＡＲＴ３」 - Akage no Anne Part 3      | gennaio 1998 ISBN 978-4-7743-0169-3  | 27 novembre 2003            |
| 4  | L'età meravigliosa 「アンの青春」 - Anne no seishun – "La giovinezza di Anna" | febbraio 1998 ISBN 978-4-7743-0170-9 | 26 luglio 2018              |
| 5  | Il baule dei sogni 「アンの愛情」 - Anne no aijō – "L'affetto di Anna"        | marzo 1998 ISBN 978-4-7743-0171-6    | 30 agosto 2018              |